# Carson McMillan
Carson McMillan (* 10. September 1988 in Brandon, Manitoba) ist ein kanadischer Eishockeyspieler, der zuletzt bis zum Ende der Saison 2024/25 beim VER Selb aus der DEL2 unter Vertrag gestanden und dort auf der Position des rechten Flügelstürmers gespielt hat. Zuvor war McMillan unter anderem für die Fischtown Pinguins Bremerhaven und Löwen Frankfurt in der Deutschen Eishockey Liga (DEL) aktiv und bestritt 380 Partien in der American Hockey League (AHL) sowie 16 Spiele für die Minnesota Wild in der National Hockey League (NHL).

## Karriere
Seine Karriere begann McMillan in der Jugend in seiner Heimat Brandon in der Provinz Manitoba. Im Jahr 2005 absolvierte er vier Spiele für die Winkler Flyers und startete anschließend seine Juniorenkarriere in der Western Hockey League (WHL) bei den Calgary Hitmen. Nach vier Spieljahren ging er zu den Profis in die American Hockey League (AHL) zu den Houston Aeros, von wo aus er nach einer Saison seine Chance in der National Hockey League (NHL) bei den Minnesota Wild, von der Saison 2010/11 bis zur Saison 2013/14 spielte er insgesamt 16 Spiele für die Minnesota Wild, die restlichen Spieltage verbrachte er in der AHL bei den Houston Aeros und in der Saison 2013/14 bei den Iowa Wild. In der AHL spielte McMillan in der Saison 2014/15 für die Toronto Marlies und Bridgeport Sound Tigers, außerdem absolvierte er 22 Spiele in der ECHL für die Orlando Solar Bears.
In der ECHL führte der Kanadier die Idaho Steelheads als Kapitän aufs Eis, allerdings nur für eine Saison, danach wechselte er nach Dänemark zu Esbjerg Energy. Nach zwei Spielzeiten in Esbjerg wechselte McMillan in die Deutsche Eishockey Liga (DEL) zu den Fischtown Pinguins Bremerhaven, für die bis 2021 stürmte. Anschließend wurde er von den Löwen Frankfurt aus der DEL2 unter Vertrag genommen, mit denen der Titelgewinn in der Liga und der damit verbundene Aufstieg in die deutsche Eliteklasse gelang. In der DEL-Saison 2022/23 gelang den Löwen neben dem souveränen Klassenerhalt auch die Qualifikation für die Pre-Playoffs. Der Vertrag des Kanadiers wurde jedoch über die Spielzeit hinaus nicht verlängert, sodass er innerhalb des hessischen Bundeslandes für eine Spielzeit zu den Kassel Huskies in die DEL2 zurück wechselte. Zur Spielzeit 2024/25 wechselte McMillan zum Ligakonkurrenten VER Selb, mit dem er am Saisonende in die Oberliga abstieg.

## Erfolge und Auszeichnungen
- 2015 Teilnahme am ECHL All-Star Game
- 2017 Dänischer Meister mit Esbjerg Energy
- 2022 DEL2-Meister und Aufstieg in die DEL mit den Löwen Frankfurt

## Karrierestatistik
Stand: Ende der Saison 2024/25
(Legende zur Spielerstatistik: Sp oder GP = absolvierte Spiele; T oder G = erzielte Tore; V oder A = erzielte Assists; Pkt oder Pts = erzielte Scorerpunkte; SM oder PIM = erhaltene Strafminuten; +/− = Plus/Minus-Bilanz; PP = erzielte Überzahltore; SH = erzielte Unterzahltore; GW = erzielte Siegtore; 1 Play-downs/Relegation; Kursiv: Statistik nicht vollständig)